# Bediha Gün
Bediha Gün (ur. 26 października 1994) – turecka zapaśniczka walcząca w stylu wolnym. Olimpijka z Rio de Janeiro 2016, gdzie zajęła osiemnaste miejsce w kategoria 53 kg.
Piąta na mistrzostwach świata w 2019. Ósma w indywidualnym Pucharze Świata w 2020. Srebrna medalistka mistrzostw Europy w 2025 i brązowa w 2018, 2019, 2020 i 2022. Piąta na igrzyskach europejskich w 2019 i siódma w 2015. Mistrzyni igrzysk śródziemnomorskich w 2018 i 2022. Wicemistrzyni śródziemnomorska w 2012. Brązowa medalistka igrzysk Solidarności Islamskiej w 2017. Akademicka mistrzyni świata w 2016. 
Trzecia na mistrzostwach Europy juniorów w 2014. Druga na ME U-23 w 2017 i trzecia w 2016 roku.